# Stadtkapelle Oberndorf
Die Stadtkapelle Oberndorf (früher Marktmusikkapelle Oberndorf) ist eine auf Vereinsbasis organisierte Musikkapelle mit Sitz in Oberndorf bei Salzburg.

## Geschichte
Die Kapelle hat ihren Ursprung im Berufsstand der Salzachschiffer, der in Oberndorf aufgrund der Lage an der Salzach reiche Tradition hatte. Da die Schifffahrt nur in der wärmeren Jahreszeit betrieben werden konnte, betätigten sich die Schiffer in der kälteren Jahreszeit im Theaterspiel und in der Musik. Im Oberndorfer Heimathaus befindet sich ein Holzmodell aus dem Jahre 1650, das eine Schifferhochzeit mit zwei Musikanten darstellt.
Als Gründungsjahr der Stadtkapelle Oberndorf wird 1775 genannt. Die ersten Kapellmeister, die namentlich genannt werden, sind ein Pfeiffenberger um 1871, Anton Brandstädter um 1879 und J. Niederstätter um 1881. Um die Wende 19./20. Jahrhundert scheinen die Namen Diftl und Härtl auf. 
Im Laufe der Jahre erfolgten auch einige Umbenennungen der Musikervereinigung: Von Bürgermusik wurde der Klangkörper 1934 auf Ortsmusik umbenannt, von 1972 bis 28. April 2001 lautete der Vereinsname Marktmusikkapelle Oberndorf. Darauf erfolgte die Umbenennung in Stadtkapelle Oberndorf.
Während des Zweiten Weltkrieges war der Stand der Musiker auf sechs gesunken, sodass der Spielbetrieb ruhen musste. Zu Ostern 1946 wurde mit der Wiedererrichtung der Musikkapelle begonnen. 1972 erfolgte unter der Führung von Andreas Kinzl eine Neuorganisation des Vereins.
Mit dem Neubau der Hauptschulturnhalle 1979 konnte ein adäquater Proberaum im Keller eingerichtet werden, welcher jedoch im Laufe der Jahre den steigenden Anforderungen nicht mehr entsprach.
Nach großer Anstrengung und Eigenleistung der Mitglieder des Vereins unter der Führung von Obmann Peter Hufnagl sowie der Unterstützung der Marktgemeinde Oberndorf konnte am 31. Oktober 1999 das neue Probelokal samt Aufenthaltsraum im ersten Stock des neu errichteten Bauhofgebäudes in der Joseph-Mohr-Straße eröffnet werden.
Anlässlich runder Bestandsjubiläen wurden im Abstand von 25 Jahren große, mehrtägige Feste veranstaltet, zuletzt im Jahr 2000 unter dem Titel „225 Jahre Marktmusikkapelle Oberndorf“.

## Ausstattung
Für die Musikkapelle Oberndorf gibt es zwei Bekleidungen, und zwar eine Tracht (schwarze Schuhe, graue Stutzen, schwarze Kniebundhose, rote Weste, grauer Rock und schwarzer Hut), die der Arbeitskleidung der Salzachschiffer nachempfunden ist, und die Schiffergardeuniform (lange weiße Hose, roter Rock, schwarzer Hut mit Federbusch, weißer Ledergürtel), die bei korporativen Ausrückungen mit dem Schifferschützencorps getragen wird.

## Kapellmeister der Stadtkapelle
- 1912–1933: Philipp Schaffler
- 1933–1934: Johann Schaffler
- 1934–1969: Paul Krögner
- 1969–1972: Ludwig Gishamer
- 1972–1977: Georg Karl
- 1977–1982: Martin Salzmann
- 1983–1983: Andreas Amerhauser
- 1984–1993: Martin Salzmann
- 1993–2007: Martin Mühlfellner sen.
- 2007–2008: Paul Handlechner
- 2008–2010: Wilhelm Bredl
- 2010–2012: Martin Mühlfellner sen. (interimistischer musikalischer Leiter)
- seit 2012: Martin Gugerbauer

## Obmänner der Stadtkapelle
- 1972–1988: Andreas Kinzl
- 1988–2000: Peter Hufnagl
- 2000–2002: Gerhard Bertl
- seit 2002: Martin Neumeier